# GNU IceCat
GNU IceCat (dawniej GNU IceWeasel) – przeglądarka internetowa rozprowadzana przez Projekt GNU, składająca się wyłącznie z wolnego oprogramowania, jest forkiem przeglądarki Mozilla Firefox. Jest kompatybilna z systemami GNU/Hurd, GNU/Linux oraz OS X (w wersji 10.4 oraz 10.5).

## Różnice w porównaniu z programem Mozilla Firefox
GNU IceCat jest w pełni wolnym oprogramowaniem, posiada zmienioną oprawę graficzną (Fundacja Mozilla nie pozwala używać oficjalnego logo w nieoficjalnych forkach Firefoksa), a wyszukiwarka wtyczek została zmieniona tak, aby wyszukiwać jedynie te będące wolnym oprogramowaniem. Od wersji 3.0.2-g1 domyślnie jest dodany certyfikat CAcert.org.

## Nazwa
GNU IceCat został na początku nazwany GNU IceWeasel, lecz nazwa została zmieniona z powodu konfliktu z istniejącym już forkiem Debiana.

## Google Summer of Code 2008
W ramach projektu Google Summer of Code 2008, Giuseppe Scrivano stworzył nową wersję GNU IceCat opartą na przeglądarce Firefox w wersji 3.